# Nachrichtentechnik-Vermittlungstechnik
Nachrichtentechnik-Vermittlungstechnik (NTV) war die Spezialisierung Vermittlungstechnik des DDR-Ausbildungsberufes Facharbeiter für Nachrichtentechnik. Die Ausbildung erfolgte an einer Betriebsschule der Deutschen Post. Ab ca. 1970 gab es diese Ausbildungsrichtung, Vorläufer war der Fernmeldemechaniker. Die Ausbildung dauerte zweieinhalb Jahre, es gab auch eine Variante mit dreijähriger Ausbildungszeit und gleichzeitigem Erwerb des Abiturs.
Die in dieser Richtung ausgebildeten Facharbeiter arbeiteten in der Regel im Bereich der Instandhaltung der vermittlungstechnischen Systeme der Deutschen Post.